# C'était son homme (film, 1934)
Pour les articles homonymes, voir C'était son homme et C'était son homme (film, 1937).
Pour plus de détails, voir Fiche technique et Distribution.
C'était son homme (He Was Her Man) est un film américain en noir et blanc réalisé par Lloyd Bacon, sorti en 1934.

## Synopsis
Pour échapper à Dan Curly et à ses deux tueurs, Flicker Hayes se réfugie dans un village, accompagné de Rose Lawrence, une prostituée.

## Fiche technique
- Titre : C'était son homme
- Titre original : He Was Her Man
- Réalisation : Lloyd Bacon
- Scénario : Tom Buckingham, Niven Busch, d'après une nouvelle de Robert Lord
- Chef opérateur : George Barnes
- Musique : Bernhard Kaun
- Costumes : Orry-Kelly
- Direction artistique : Anton Grot
- Production : Robert Lord
- Genre : Film policier
- Distribution : Warner Bros
- Durée : 70 minutes
- Dates de sortie : 
  - États-Unis : 16 juin 1934
  - France : 6 septembre 1935

## Distribution
- James Cagney : Flicker Hayes (alias Jerry Allen)
- Joan Blondell : Rose Lawrence
- Victor Jory : Nick Gardella
- Frank Craven : Pop Sims
- Sarah Padden : Mrs Gardella
- Harold Huber : J.C. Ward
- Russell Hopton : Monk
- Ralf Harolde : Frank 'Red' Deering
- John Qualen : Dutch
- Bradley Page : Dan 'Danny' Curly
- Samuel E. Hines : Gassy
- George Chandler
- James Eagles : Whitey
- Sidney Bracey
- Gino Corrado : Pico
- Edward Earle : un employé d e l'hôtel
- Sybil Jason  : la petite fille
- Charles R. Moore
- Dennis O'Keefe
- Willard Robertson : le capitaine de police
- Harry Seymour
- Eddie Shubert
- Lee Shumway : le détective
- Billy West : Chick

## Accueil
Le film a reçu la note de 2,5/5 sur AllMovie.